# アイルランド郵便
アイルランド郵便（アイルランドゆうびん、アイルランド語: An Post、アイルランド語発音: [ənˠ ˈpˠɔsˠt̪ˠ]）は、アイルランド共和国における国有の郵便事業である。アイルランド郵政事業、アイルランド郵政公社などと呼ばれることもある。郵便電信省から郵便事業を引き継ぎ、1984年に発足した。アイルランド郵便は万国郵便連合の一員として全国に郵便サービスを提供しているほか、金融サービスも行っている。子会社を通して他にもさまざまな事業を実施している。

## 事業内容
郵便事業及び金融サービスを行っている。郵便事業では手紙、小包、速達（アイルランド全土に翌日配達）、国際スピード郵便などを扱っている。万国郵便連合のメンバーである。預金などの金融業務はAn Post Moneyが行っている。
ダブリンのオコンネル通りにあり、イースター蜂起の際に占拠された有名な歴史的建造物である中央郵便局に長らく本部を置いていたが、2023年6月22日よりノース・ウォール・キーにあるEXOビルディングに本部が移動された。国際小包の集荷センターがポートリーシュにあり、国外からアイルランドに到着する荷物は全てここを通過し、チェックを行うための税関職員が常駐している。

### 子会社及び共同事業

#### 宝くじ事業
1986年に国営宝くじ法が成立した。これにもとづき、2014年まではアイルランド郵便の子会社であるアイルランド郵便国営宝くじ会社 (An Post National Lottery Company) が宝くじ事業を行っていた。2014年11月をもって国営宝くじ会社の業務はアイルランド郵便が株主であるプレミア・ロッタリーズ・アイルランド (Premier Lotteries Ireland) に移管された。

#### PostPointサービス

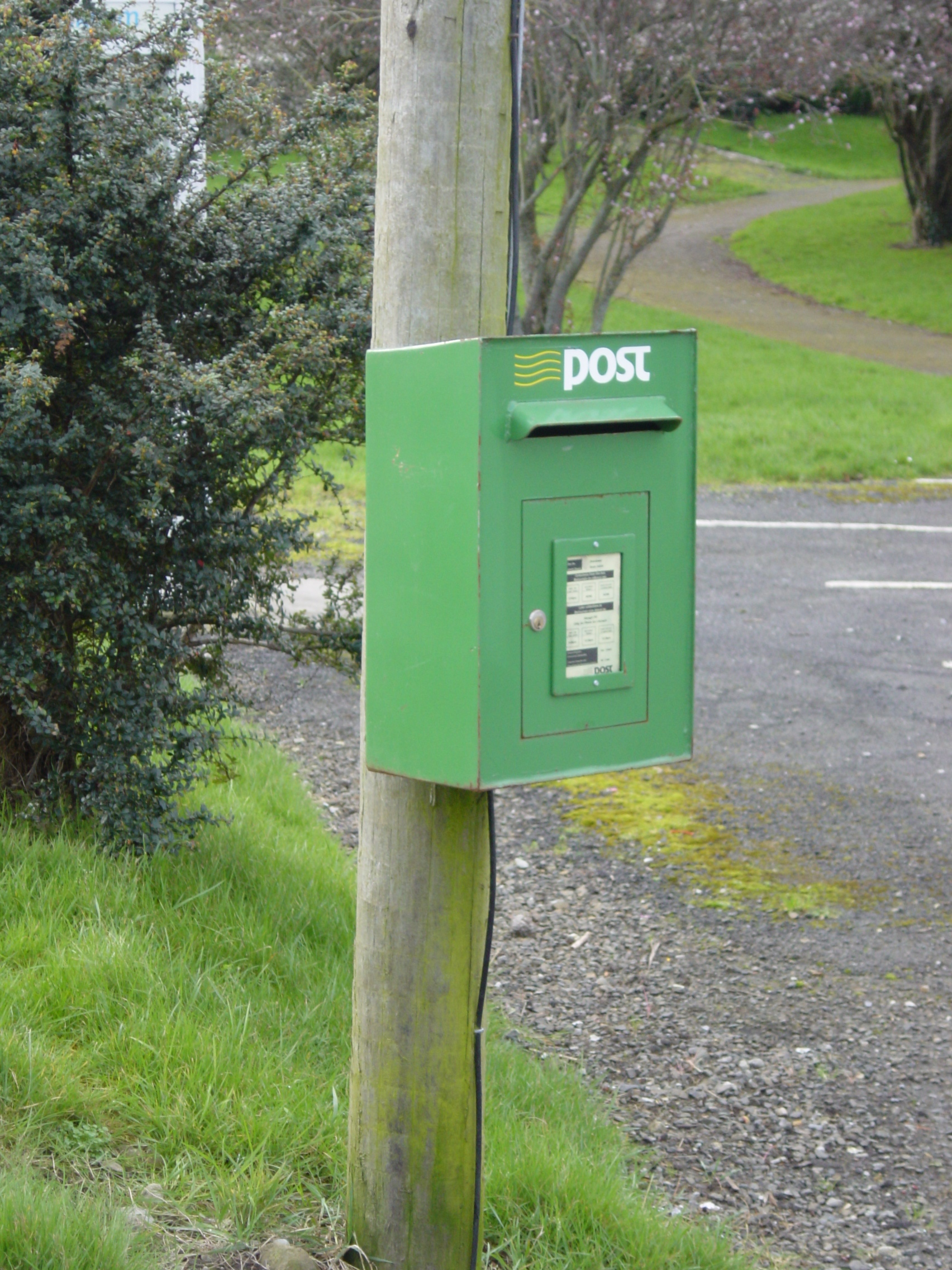
電柱や街灯などにつけられた小さな郵便ポストはランプボックスと呼ばれている。

2000年に携帯電話会社であるEircellの料金トップアップが郵便局のカウンターでできるようになるPostPointが始まり、この業務はアイルランド郵便の子会社であるPostPointサービス有限会社が担っていた。2002年にはこのPostPointサービスの一部として、ニューススタンドが郵便局サービスの一部を提供できるようになった。 

#### ジオディレクトリ
アイルランド郵便とアイルランド陸地測量局の協力により、アイルランドの建物の住所を提供するデータベースであるジオディレクトリの事業が行われている。 

#### ポストバンク
2006年からアイルランド郵便とフォルティスグループの共同事業が開始されることになった。これにより、ポストバンク事業の一環として預貯金サービス内容が拡大された。しかしながら2010年2月にポストバンク事業の閉鎖が公表され、年末までに営業が縮小されて終了となった。

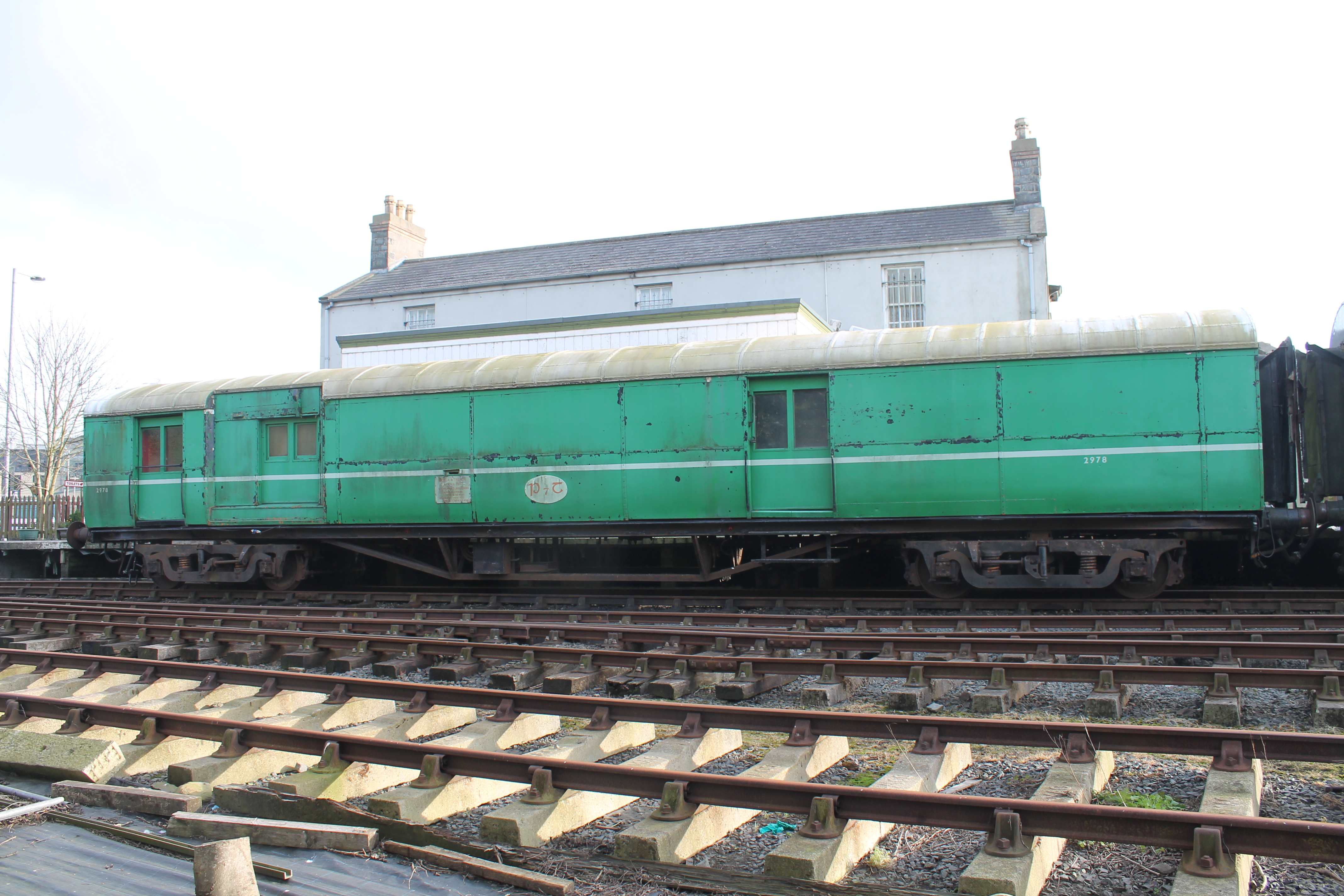
ダウンパトリック・アンド・カウンティ・ダウン鉄道で使われていたかつての移動郵便局車両。

#### ポストバス
1984年から2004年まで、アイルランド郵便はクレア県でポストバスを運営していた。

#### テレビ受信権
テレビ受信権事業はアイルランド郵便が行っている。2023年にはアイルランド放送協会が出演者に対して内密に高額な金銭を支払っていたことが発覚したために受信料支払い拒否が発生し、受信料を請求するため家庭訪問を行ったアイルランド郵便の職員が嫌がらせを受ける事例が増加した。

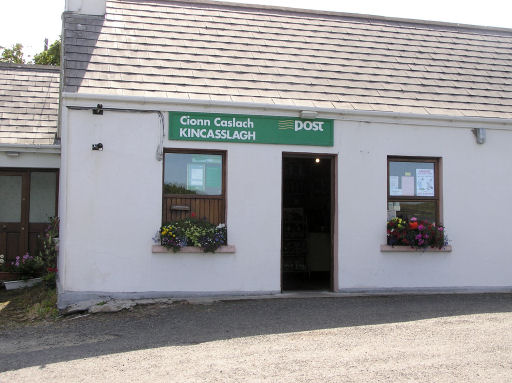
ドニゴール県キンカスラフの郵便局

#### 携帯電話事業
アイルランド郵便はVodaphoneのアイルランドにおけるネットワークを使用した 仮想移動体通信事業者を行っている。

#### AddressPal
アイルランド郵便は国際荷物転送サービスであるAddressPal事業を行っている。イギリスの欧州連合離脱以降、イギリスからAddressPalを用いて荷物を受け取るサービスの手数料が値上げされた。

## 来歴

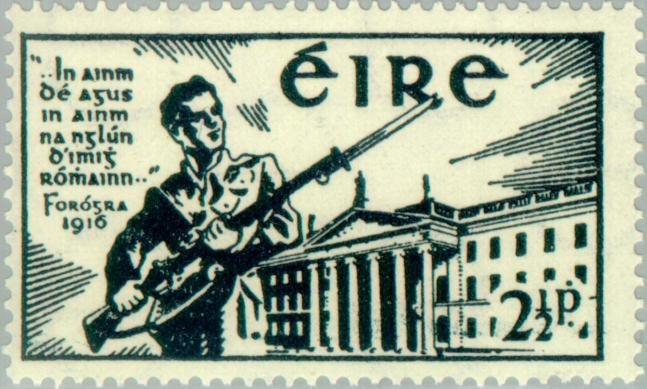
イースター蜂起25周年記念切手。後ろの中央郵便局が描かれている。

### 前史
1638年にエヴァン・ヴォーンがダブリンで郵便局長に任命されたことをもって、アイルランドにおける半ば公的な郵便制度が開始したと見なされている。1657年のオリバー・クロムウェル郵便法によってアイルランド、スコットランド、イングランドの3王国全てをあわせた業務を行う郵政局が設置されることとなり、チャールズ2世も1660年郵便局法を議会に通してこの立場を受け継いだ。
1818年、ダブリンのオコンネル通りに中央郵便局が建てられた。この建物はリフィー川の北側における「公的権威の象徴」と見なされ、1916年のイースター蜂起の際には蜂起勢力により占拠された。
1922年にアイルランド自由国が成立し、その後はアイルランド製の切手が発行できるようになるまで、もともと使われていたイギリスの切手が引き続き使用されていた。1924年にアイルランドの郵便電信省が発足し、1984年まで郵便事業を担っていた。

### アイルランド郵便発足以降

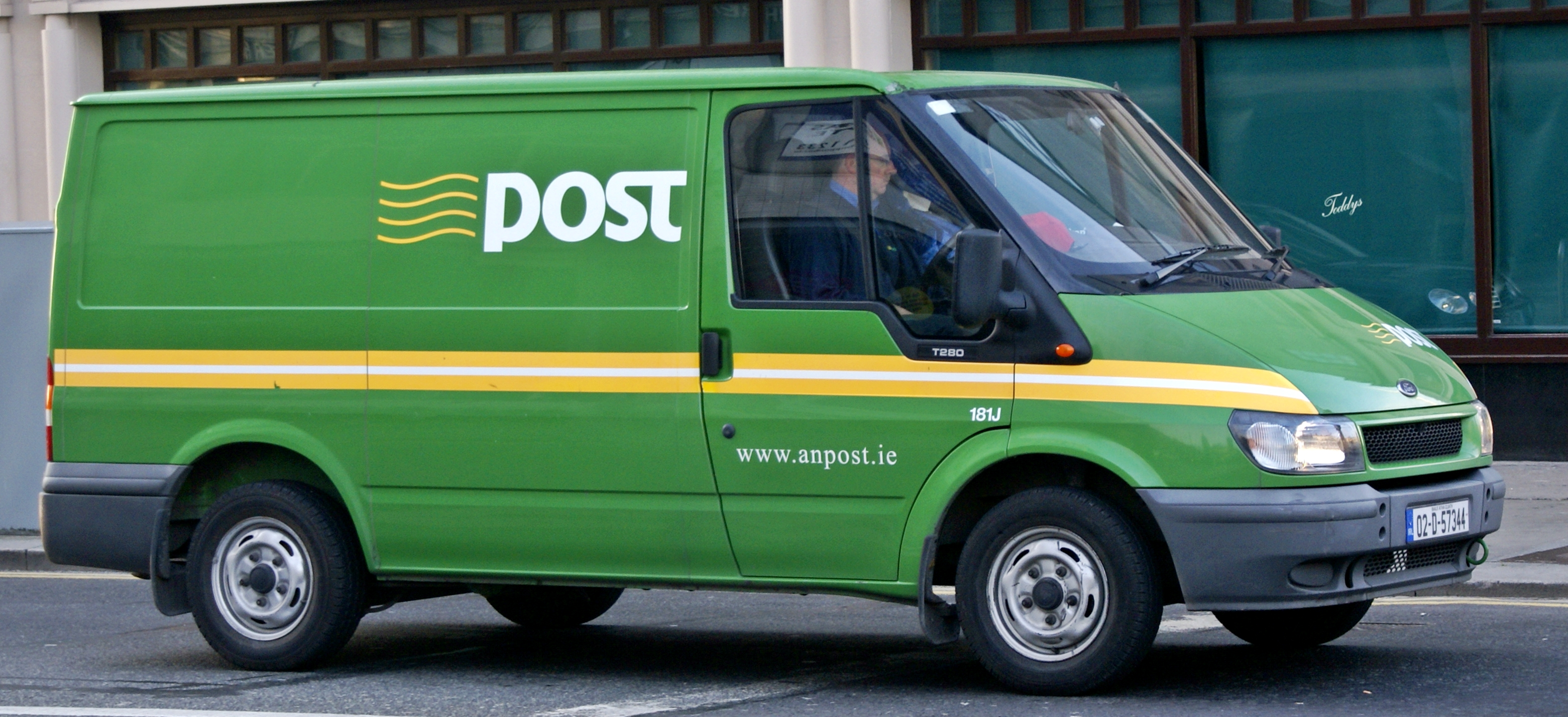
2018年まで使用されていたロゴの入った郵便局の配達車

1984年1月、郵便電信省から国有企業であるアイルランド郵便に郵便事業が移管された。これを記念する1ペニー切手が発行された。

2001年頃から赤字額が増えたため、アイルランド郵便は赤字部門を売却して財政健全化につとめた。2005年から2006年にかけて、アイルランド郵便は子会社であるPost TS UKとAn Post Transaction ServicesをAlphyraに約5千9百3十万ユーロで売却したと報道されている。

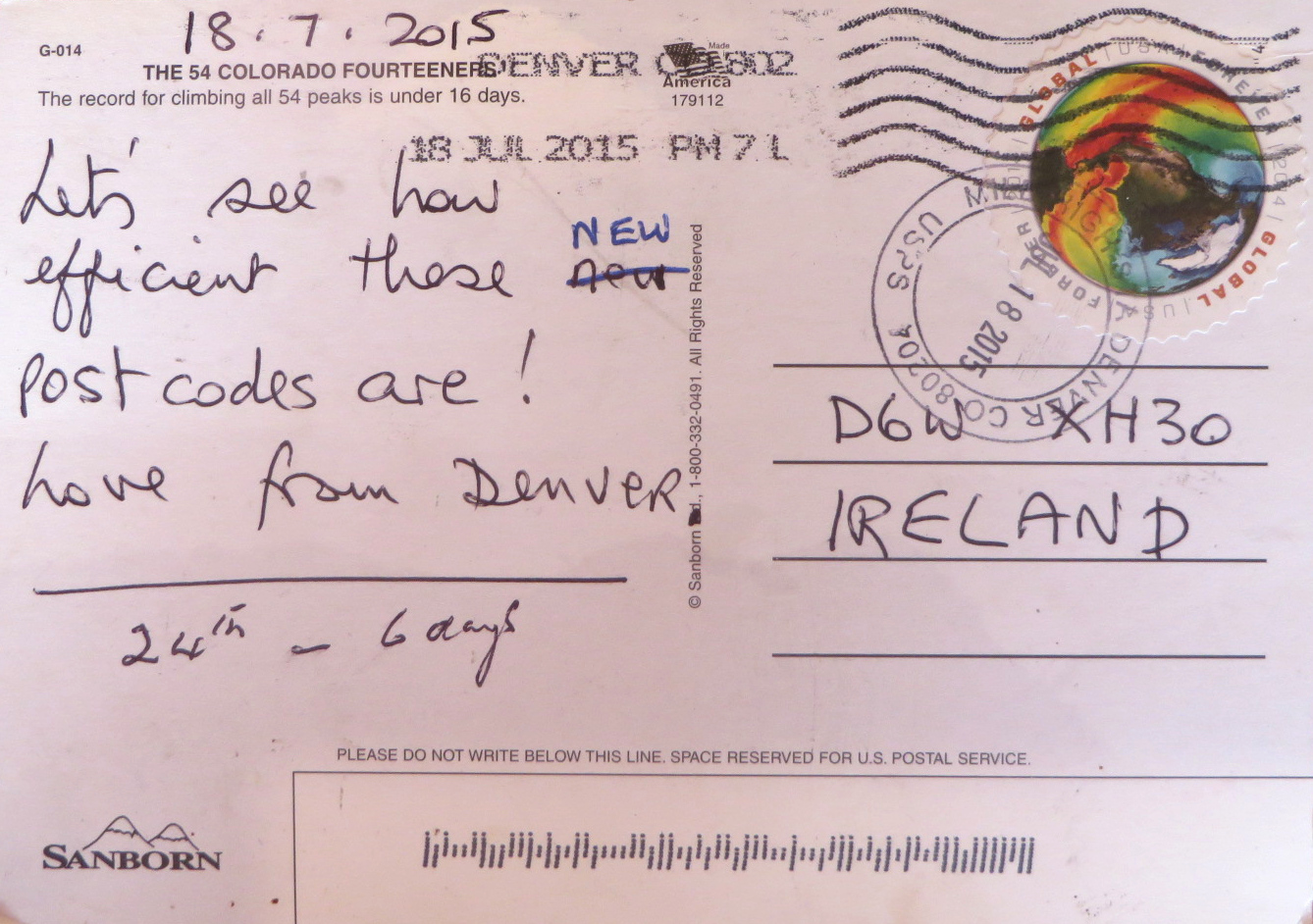
住所がないが、エアコードが書かれていたためにアイルランドの受取人まで届いた、アメリカ合衆国から送られたはがき。

アイルランド政府は2008年にアイルランドの郵便番号システムであるエアコード導入を発表した。アイルランド郵便は当初、不必要であるとしてシステム導入に反対していたが、エアコード導入は2015年7月13日から実施された。
2009年にアイルランド郵便は "C Both Sides" というはがきのプロジェクトを行ったが、これは1年の間にさまざまなテーマで一般市民がはがきを作るというものであった。
2012年2月に通信規制委員会がサービスの質に関してアイルランド郵便に対する法的手続きを開始したが、アイルランド郵便はこの決定に対して「戸惑っている」と述べた。

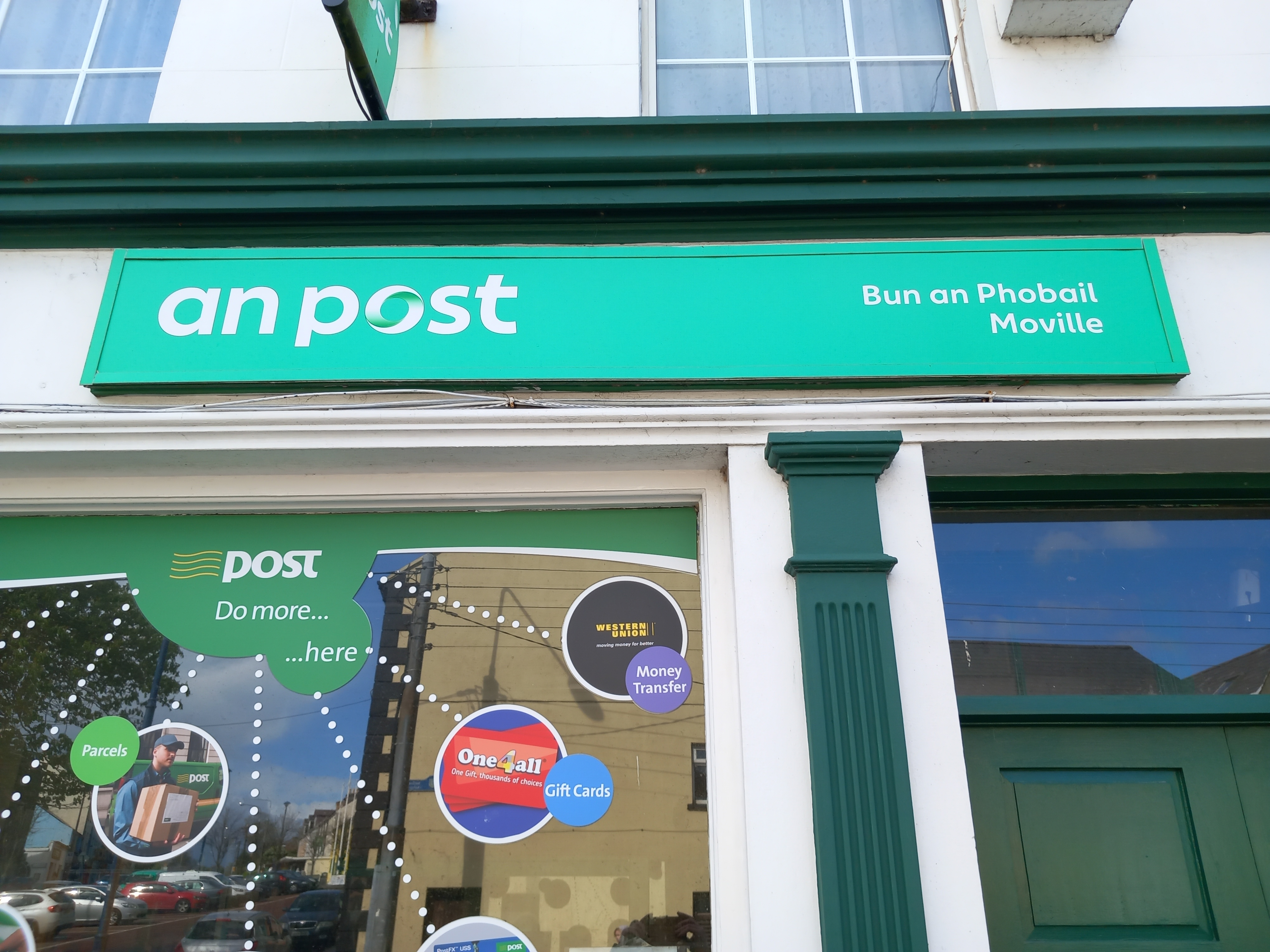
郵便局の入り口。2018年以降に使われているロゴが見える。

014年、8年ぶりにアイルランド郵便の全部門が黒字となった。2018時点ではアイルランド全土に1100軒の郵便局があった。
2018年8月にアイルランド郵便は、離島を除いて500人以下しか住民がいない地域にある郵便局は全て閉鎖する予定であると発表した。しかしながらこれに該当する159支店のうち、ケリーのバリンスケリッグズ、スライゴのクリフォニー、メイヨーのバリンクロイの3支店は発表後に起こった地元のキャンペーンによって閉鎖から「救われ」ることとなった。
2019年3月より、それまで使用していたロゴを新しいものに変更した。
2020年3月には国際女性デーにあわせてモーリン・オハラやセアラ・パーサーなど、著名なアイルランド女性の記念切手を発行した。
2023年6月22日、アイルランド郵便は本部をオコンネル・ストリートの中央郵便局からノース・ウォール・キーの新しい建物に引っ越した。
2024年にはシェイン・マガウアンやシネイド・オコナーなど、アイルランドのミュージシャンを記念する切手を発行した。